# Systemabsturz (Band)
Systemabsturz ist eine 2019 gegründete Electropunk-Band aus Berlin.

## Geschichte
Systemabsturz wurde 2019 von Sofia und Viktor gegründet, welche sich über die Universität kennen lernten. Das Duo bezeichnet sich laut eigenen Angaben als „die vermutlich beste und schlechteste Datenschutz-Elektropunk-Band der Welt“. In ihren Liedern werden netzpolitische Themen, unter anderem Datenschutz und Überwachung aufgegriffen.
Zu Beginn ihrer Karriere änderte die Band aus Datenschutzgründen nach ihren Liveauftritten ihren Namen.
Am 11. Dezember 2019 veröffentlichte die Band ihre erste Single Verdächtig, welche seit der 256. Folge als Outro von Chaosradio dient. Einige Monate später, im März 2020, veröffentlichten sie ihre zweite Single Staatstrojaner.
Anfang Juli 2022 spielte Systemabsturz auf dem Sammersee Open Air und im selben Jahr auf dem CSD in München, am 10. Februar 2023 beim Klimastreikevent Fridays For Future.

## Diskografie

### Alben
- 2021: Überwachung zum Mitsingen

### EPs
- 2022: Surfen und Saufen

### Singles
- 2019: Verdächtig
- 2020: Staatstrojaner
- 2020: Und alle so yeah
- 2020: Netzkater
- 2021: Daten daten Daten
- 2021: Cyberkrieg
- 2023: Knutschen (feat. Hitzefrei)